# Skrivrit

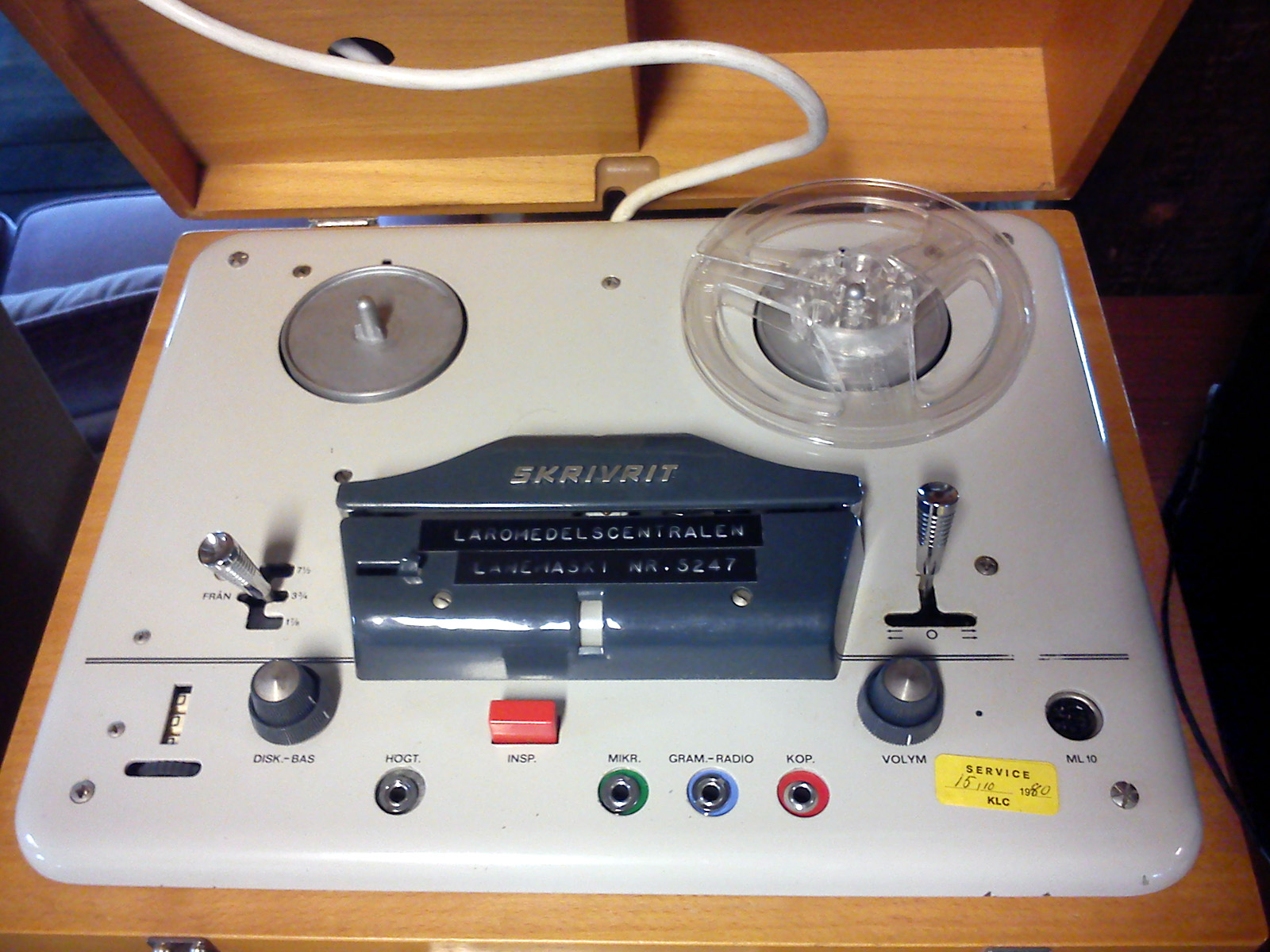
Rullbandspelare från Skrivrit, en modell som användes i många svenska skolor.

Bokförlaget Skrivrit är ett svenskt förlag. Skriv- och ritboksaktiebolaget bildades i Arlöv 1887 och Svenska Skolmateriel AB i Gävle några år senare. De båda företagen slogs samman 1917.
Förutom läroböcker och skriv- och räknehäften tillhandahöll bolaget allt som kunde behövas i en skolsal, från radergummin till hyvelbänkar. På 1960-talet köptes Skrivrit upp av storkoncernen Esselte som 1969 invigde en ny fabrik i Gävle. Verksamheten upphörde 1980. Varumärket ägs sedan 2010 av medieföretaget Ulf Ivar Nilsson AB med verksamhet i Gävle. Under sin nuvarande ägare återupptog Skrivrit bokutgivningen hösten 2012.